# Urząd Ministra Kontroli Państwowej
Urząd Ministra Kontroli Państwowej – organ państwowy istniejący w latach 1952-1957, powołany w celu kontroli przez Rząd realizacji narodowych planów gospodarczych i wykonania uchwał Rządu oraz czuwania nad przestrzeganiem dyscypliny państwowej, gospodarczej i finansowej. Urząd Ministra Kontroli Państwowej powstał w miejsce zniesionej Najwyższej Izby Kontroli i przejął  jej agendy.  

## Powołanie Urzędu
Na podstawie  ustawy z 1952 r. o kontroli państwowej powołano Urząd Ministra Kontroli Państwowej. Uchwałą Rady Ministrów z   1952 r. w sprawie statutu organizacyjnego Ministerstwa Kontroli Państwowej nadano Ministerstwu statut.  
Minister Kontroli Państwowej koordynował działalność kontroli państwowej w powiązaniu z działalnością kontroli finansowej oraz innych rodzajów kontroli według zasad, które określiła Rada Ministrów.

## Zakres działania kontroli państwowej
Zakresem działania kontroli państwowej  objęte były:
- ministerstwa, komisje i komitety oraz centralne urzędy, sprawujące funkcje naczelnych organów administracji państwowej, jak również podległe im urzędy,
- przedsiębiorstwa, zakłady i instytucje państwowe oraz pozostające pod zarządem państwowym,
- spółdzielnie oraz organizacje i przedsiębiorstwa spółdzielcze,
- organizacje i instytucje korzystające z pomocy Państwa albo wykonujące czynności zlecone przez Państwo.

## Zadania kontroli państwowej
Do zadań kontroli państwowej należała:
- kontrola działalności produkcyjnej, gospodarczej, finansowej i organizacyjno-administracyjnej kontrolowanych jednostek, a w szczególności ewidencjonowania, przechowywania i rozchodowania środków pieniężnych i materiałowych oraz gospodarowania nimi,
- kontrola wykonywania uchwał Rządu i zadań planowych,
- przedstawianie Rządowi uwag do sprawozdań o wykonaniu budżetu Państwa w terminie i trybie ustalonym przez Radę Ministrów,
- przedstawianie Rządowi w przypadkach szczególnej wagi sprawozdań i wniosków z poszczególnych wyników kontroli, wymagających rozpatrzenia przez Rząd.

Kontrola państwowa czuwała nad ochroną własności społecznej i przestrzeganiem legalności, gospodarności, rzetelności i celowości w całokształcie działalności kontrolowanych jednostek oraz prowadzi walkę z przerostami aparatu administracyjnego i z biurokratyzmem.

## Rodzaje kontroli państwowej
Kontrola państwowa dokonywała:
- kontroli wstępnej, tj. kontroli czynności zamierzonych,
- kontroli faktycznej, tj. kontroli czynności w toku ich wykonywania,
- kontroli następnej, tj. kontroli czynności dokonanych.

Kontrola wstępna wykonywana była jedynie w przypadkach określonych odrębnymi uchwałami Rządu.
Kontrola państwowa przeprowadzała kontrole planowe oraz dorywcze z własnej inicjatywy i na zlecenie Rządu.

## Organizacja kontroli państwowej
Organizację wewnętrzną Ministerstwa Kontroli Państwowej określał statut organizacyjny nadany przez Radę Ministrów.
Rada Ministrów określiła  w drodze rozporządzenia organizację i zakres działania terenowych jednostek kontroli państwowej.
Do pracowników kontroli państwowej stosowano przepisy o państwowej służbie cywilnej, jeżeli ustawa  lub przepisy szczególne nie stanowiły inaczej.
Pracownicy kontroli państwowej podlegali Ministrowi Kontroli Państwowej i w sprawowaniu swoich funkcji kontrolnych byli niezależni od organów terenowych.

## Pracownicy kontroli
Pracownicy kontroli państwowej nie mogli równocześnie zajmować innych stanowisk w organach państwowych i spółdzielczych.
Z pracą w kontroli państwowej wolno było łączyć stanowisko:
- posła na Sejm lub członka rady narodowej,
- samodzielnego pracownika nauki w szkole wyższej.

Na inne zajęcia uboczne poza wymienionymi  mógł udzielić zezwolenia Minister Kontroli Państwowej, jeżeli nie było to  połączone z uszczerbkiem dla służby w kontroli państwowej.

## Uprawnienia i obowiązki kontroli państwowej
W celu wykonania zadań określonych w niniejszej ustawie kontrola państwowa miała prawo:
- przeprowadzać kontrole i rewizje oraz sprawdzanie działalności produkcyjnej, gospodarczej, finansowej i organizacyjno-administracyjnej jednostek kontrolowanych,
- delegować swoich pracowników do przeprowadzenia kontroli na podstawie wydanych im każdorazowo pisemnych upoważnień,
- zobowiązywać jednostki podlegające kontroli państwowej do przedstawienia ksiąg, bilansów, planów, rejestrów, wykazów oraz innych akt i dokumentów,
- zobowiązywać jednostki, podlegające kontroli państwowej, do udzielenia wszelkich wyjaśnień i informacji w sprawach objętych zakresem działania kontroli państwowej,
- delegować swoich pracowników do uczestniczenia w naradach kolegiów ministerstw, komisji i komitetów sprawujących funkcje naczelnych organów administracji państwowej oraz urzędów centralnych, jak również w naradach wytwórczych i innych zebraniach zwoływanych przez jednostki objęte zakresem działania kontroli państwowej,
- wstępu do pomieszczeń służbowych, składnic i innych obiektów jednostki kontrolowanej,
- zabierać z jednostek kontrolowanych dokumenty związane z przestępstwami wykrytymi przez kontrolę państwową, jeżeli zachodzi potrzeba zabezpieczenia tych dokumentów,
- zobowiązywać jednostki kontrolowane lub nadrzędne, w drodze wystąpień zawierających spostrzeżenia, uwagi i wnioski do przedsięwzięcia środków zmierzających do usunięcia stwierdzonych przez kontrolę uchybień oraz do powiadamiania kontroli państwowej, w zakreślonym przez nią terminie, o sposobie wykonania wniosków pokontrolnych bądź o zachodzących przeszkodach,
- wzywać i przesłuchiwać świadków i osoby interesowane w trybie przepisów o postępowaniu administracyjnym,
- wzywać biegłych do uczestniczenia w pracach kontrolnych.

## Postępowanie kontrolne
Kontrola państwowa:
- występowała do Prokuratury Polskiej Rzeczypospolitej Ludowej z wnioskami o pociągnięcie do odpowiedzialności karnej osób winnych popełnienia ujawnionych w toku kontroli nadużyć lub innych przestępstw,
- sporządzała protokoły w związku z przeprowadzoną kontrolą,
- wydawała postanowienia w razie stwierdzenia w toku kontroli naruszenia przepisów finansowych lub zarządzeń właściwych organów państwowych w sprawach gospodarczych, zobowiązujące kierownika jednostki kontrolowanej lub nadrzędnej do usunięcia naruszenia.

W razie zawinionego naruszenia przepisów wydanych przez właściwe organy państwowe w sprawach finansowych lub ich zarządzeń w sprawach gospodarczych, z którego wynikła szkoda, Ministerstwo Kontroli Państwowej wydawało orzeczenie zobowiązujące winnych do odszkodowania.
Odszkodowanie nie mogły przekraczać trzykrotnej wysokości przeciętnej płacy pracownika za okres ostatnich trzech miesięcy.
Od orzeczenia o odszkodowaniu służyło w terminie dni 14 od daty doręczenia odwołanie do Ministra Kontroli Państwowej.
Ministerstwo Kontroli Państwowej nie wydaje orzeczenia zobowiązującego do odszkodowania w razie pociągnięcia pracownika do odpowiedzialności sądowej, w tym przypadku o obowiązku odszkodowania i jego wysokości rozstrzyga sąd.

## Uprawnienia Ministra
Minister Kontroli Państwowej mógł za zgodą Prezesa Rady Ministrów lub właściwego rzeczowo Wiceprezesa Rady Ministrów ukarać dyscyplinarnie pracownika jednostki kontrolowanej za jaskrawe naruszenie dyscypliny finansowej lub zarządzeń właściwych władz w sprawach gospodarczych albo za świadome wprowadzenie w błąd kontroli państwowej. W stosunku do żołnierzy w czynnej służbie wojskowej kary dyscyplinarne za te przewinienia nakładały właściwe władze wojskowe, na wniosek Ministra Kontroli Państwowej, w trybie i na zasadach przewidzianych w przepisach o odpowiedzialności żołnierzy za przewinienia dyscyplinarne.
Karami dyscyplinarnymi były: upomnienie, nagana, surowa nagana z ostrzeżeniem i usunięcie z zajmowanego stanowiska. Karę usunięcia z zajmowanego stanowiska Minister Kontroli Państwowej mógł nałożyć tylko za zgodą Prezesa Rady Ministrów.
Karę dyscyplinarną orzeczoną przez Ministra Kontroli Państwowej uwidaczniano w aktach osobowych ukaranego. Minister Kontroli Państwowej, mógł ponadto za zgodą Prezesa Rady Ministrów zarządzić jej ogłoszenie w prasie.

## Zniesienie Urzędu
Na podstawie ustawy z 1957 r. o Najwyższej Izbie Kontroli zniesiono Urząd Ministra Kontroli Państwowej.